# Марк Вебер
Марк Вебер (на английски: Mark Weber) е американски историк-ревизионист, който от 2000 г. е директор на Института за исторически преглед (на английски: Institute for historical review).

## Биография
Марк Вебер завършва йезуитския колеж в Портланд в 1969 г.
Изучава история в Илинойския университет (Чикаго) и в Мюнхенския университет. Получава от Портландския университет бакалавърска степен по история с отличен. Дипломира се като магистър по история в Университета в Индиана в Блумингтън, където започва работа като преподавател по история след получаването на степен магистър по европейска история през 1977 г.
Автор е на много обзорни статии, очерци, есета и други материали в периодични издания, с които засяга исторически, политически и социални проблеми, и в частност въпроси, свързани с европейската история. Вебер е чест гост на различни ток- и радиошоута, появява се често по телевизиите, както в националния американски ефир в популярните предавания „Hannity and Colmes“ и „Montel Williams“. Редица негови авторски материали излизат и в чужбина – във Великобритания, Германия, Швеция, Ливан, Иран, Южна Африка и други страни.
През март 1988 г. в продължение на пет дни дава показания по „окончателното решение“ и въпроса за Холокоста в хода на съдебна спогодба в Окръжния съд в Торонто.
Вебер пътува много – най-вече в Европа и Магреб. В продължение на две и половина години пребивава в Мюнхен и Бон, както и в Гана, където преподава английски език, история и география в средно училище.
От 1978 по 1983 г. провежда широко исторически изследване в Националния архив и Библиотеката на Конгреса на САЩ относно германската политика по еврейския въпрос през Втората световна война и въобще по въпроса за Холокоста. След 1983 г. Вебер има над 100 авторски публикации по тази тематика.
От началото на 1991 г. Вебер живее в Южна Калифорния, постъпвайки на работа в Института за исторически преглед, като от април 1992 до декември 2000 г. е редактор на известното списание „Journal of Historical Review“, издавано от института шест пъти годишно или веднъж на два месеца.
Вебер е семеен с две дъщери и син.

### Статии
- „The Jewish Role in the Bolshevik Revolution“, The Journal of Historical Review, Jan.-Feb. 1994 (Vol. 14, No. 1), pp. 4-22 ((en))
- „The Nuremberg Trials and the Holocaust“, The Journal of Historical Review, Summer 1992 (Vol. 12, No. 2), pp. 167-213 ((en))
- „Освенцим: мифы и факты“ Архив на оригинала от 2010-06-12 в Wayback Machine. ((ru))
- „Bergen-Belsen Camp: The suppressed story“, The Journal of Historical Review, May-June 1995 (Vol. 15, No. 3), pp. 23-30 ((en))
- „Pages From The Auschwitz Death Registry Volumes (Long-Hidden Death Certificates Discredit Extermination Claims)“, The Journal of Historical Review, Fall 1992 (Vol. 12, No. 3), pp. 265-298 ((en))
- „Wilhelm Höttl and the Elusive 'Six Million'“, The Journal of Historical Review, Sept.-Dec. 2001 (Vol. 20, No. 5-6), pp. 25-32 ((en))
- „My Role in the Ernst Zündel Trial“ Архив на оригинала от 2011-06-22 в Wayback Machine., The Journal of Historical Review, Winter 1989-90 (Vol. 9, No. 4), pp. 389-425 ((en))
- „Zionism and the Third Reich“, The Journal of Historical Review, July-August 1993 (Vol. 13, No. 4), pp. 29–37 ((en))
- „Buchenwald: Legend and Reality“ Архив на оригинала от 2011-06-22 в Wayback Machine., The Journal of Historical Review, Winter 1986-87 (Vol. 7, No 4), pp. 405-417 ((en))
- „'Jewish Soap'“ Архив на оригинала от 2011-06-22 в Wayback Machine., The Journal of Historical Review, Summer 1991 (Vol. 11, No. 2), pp. 217-227 ((en))
- „Japanese Court Declines to Validate Gas Chamber Claims“, The Journal of Historical Review, January/February 1998, Volume 17, number 1 ((en))
- „Treblinka — Wartime Aerial Photos of Treblinka Cast New Doubt on „Death Camp“ Claims. (with Andrew Allen) Архив на оригинала от 2011-02-27 в Wayback Machine., The Journal of Historical Review, Summer 1992 (Vol. 12, No. 2), pp. 133-158 ((en))
- „Thies Christophersen“, The Journal of Historical Review, Volume 16, number 3 ((en))
- „West Germany’s Holocaust Payoff to Israel and World Jewry“, The Journal of Historical Review, Summer 1988 (Vol. 8, No. 2), pp. 243-250 ((en))
- „How an Influential Journalist Twists the Truth“, The Journal of Historical Review, November/December 1993 ((en))
- „New Book Details Mass Killings and Brutal Mistreatment of Germans at the End of World War Two“, The Journal of Historical Review, Summer 2007 issue ((en))
- „Sebastian Haffner rief 1942 zum Völkermord auf“ Архив на оригинала от 2010-06-13 в Wayback Machine., Deutschland in Geschichte und Gegenwart 31(2) (1983) ((de))
- „President Roosevelt’s Campaign To Incite War in Europe: The Secret Polish Documents“ Архив на оригинала от 2010-07-14 в Wayback Machine., The Journal of Historical Review, Summer 1983 (Vol. 4, No. 2), pp. 135-172 ((en))
- „Roosevelt’s 'Secret Map' Speech“, The Journal of Historical Review, Spring 1985 (Vol. 6, No. 1), pp. 125-127 ((en))
- „The Strange Life of Ilya Ehrenburg“ Архив на оригинала от 2011-06-22 в Wayback Machine., The Journal of Historical Review, Winter 1988-89 (Vol. 8, No. 4), pp. 507-509 ((en))
- „Simon Wiesenthal: Bogus 'Nazi Hunter'“ Архив на оригинала от 2011-06-22 в Wayback Machine., The Journal of Historical Review, July-August 1995 (Vol. 15, No. 4), pp. 8-16 ((en))
- „The Holocaust: Let’s Hear Both Sides“ ((en))
- „Ле Пен и его знаменитые высказывания о Второй мировой войне“ Архив на оригинала от 2010-07-29 в Wayback Machine. ((ru))

### Рецензии
- „Auschwitz: Technique and Operation of the Gas Chambers“, The Journal of Historical Review, vol. 10, no. 2, pp. 231-237 (рец. за Jean-Claude Pressac. Preface by Beate and Serge Klarsfeld. New York: Beate Klarsfeld Foundation, 1989. ((en))

### Интервюта
- „Israel at 60: A Grim Balance Sheet“ ((en))

## Видео
- A «Holocaust» Debate--Mark Weber vs Michael Shermer Архив на оригинала от 2010-04-14 в Wayback Machine. ((en))
- Mark Weber Institute For Historical Review (Part 1) ((en))
- Mark Weber Institute For Historical Review (Part 2) ((en))